# Elmsthorpe No 100
Elmsthorpe No 100 est une municipalité rurale située dans le Nord-Est de la Saskatchewan au Canada. Lors du recensement de 2006, elle avait une population de 258 habitants. Elle couvre une superficie de 843 km2. Les bureaux administratifs de la municipalité sont situés à Avonlea. La municipalité comprend les communautés de Truax et de Claybank. Elle comprend également le lieu historique national de la briqueterie de Claybank. L'agriculture est la principale industrie d'Elmsthorpe.

## Démographie
| 2001 | 2006 | 2011 | 2016 |
| ---- | ---- | ---- | ---- |
| 320  | 258  | 210  | 226  |